# Jinxiu
Jinxiu (en chino, 金秀; pinyin, Jīnxiù, en zhuang, Ginhsiu) es un condado autónomo bajo la administración directa de la Prefectura Laibin en la Región autónoma de Guangxi, República Popular China. Su área es de 2468 km² y su población total para 2020 superó los 130 mil habitantes.

## Administración
Desde 2005, el Condado de Jinxiu se divide en 10 pueblos que se administran en 3 poblados y 7 villas.

## Toponimia
Jinxiu está formada de 2 sinogramas; Jin [/Chin/] (金 oro) y Xiu (秀) que se traduce como elegante o refinado, por lo que se podía traducir como "oro puro"
Como las otras regiones autónomas, se caracteriza por estar asociada a un grupo étnico minoritario, en este caso, los yaos. La región recibió la condición de "autónomo" cuando se estableció el Condado autónomo yao de Jinxiu en 1955.

## Historia
Prácticamente aislada del mundo exterior hasta la década de 1930, Jinxiu fue habitada por cinco diferentes ramas de Yao: Chashan 茶山, Ao 坳, Hualan 花 蓝, Pan 盘 y Shanzi 山 子. Las primeras tres ramas (Chashan 茶山, Ao 坳, Hualan 花 蓝) fueron consideradas los dueños de las tierras, ya que su primera llegada, se estima alrededor de 1000 años atrás, vivían en aldeas con estabilidad económica. las ramas 盘 Pan y Shanzi 山 子 son recién llegadas viviendo una vida nómada que no les permitía obtener muchos bienes materiales.
Como administración se estableció en 1952 bajo el nombre de prefectura autónoma Dayaoshan 大瑶山 en español, montaña la gran yao, en 1955 cambia a condado autónomo y en 1996 cambian al nombre actual de condado autónomo yao de Jínxiu.